# Wilhelm Brasse
Wilhelm Brasse, né le 3 décembre 1917 à Żywiec et mort le 23 octobre 2012 dans la même ville, est un photographe polonais et ancien prisonnier du camp d'extermination d'Auschwitz où sous la contrainte de la SS, il fut contraint de travailler comme photographe du camp. Ses milliers de portraits en noir et blanc, rassemblés aujourd'hui dans les collections du musée national Auschwitz-Birkenau, ont servi dans les procès nazis après la guerre.

## Biographie
Né à Żywiec, Wilhelm Brasse est un petit-fils d'un jardinier alsacien qui s'installa en Silésie après la guerre franco-allemande de 1870 pour travailler au château des Habsbourg de Żywiec, à l'époque où cette partie de la Pologne était occupée par l'Empire austro-hongrois. Avec le retour de la Pologne à l'indépendance en 1918, Żywiec redevient une ville polonaise et l'archiduc Charles-Étienne de Teschen prend la nationalité polonaise.
À partir de 1935, Wilhelm Brasse travaille dans sa jeunesse comme photographe dans le studio Foto-Korekt tenu par sa tante à Katowice. Bien qu'il parle couramment allemand comme son père Rudolf Brasse et son grand-père Karol Brasse, il se sent polonais comme sa mère Helena. Son père a servi dans l'armée polonaise et a combattu les bolcheviks en 1920.
Après l'invasion de la Pologne par l'Allemagne nazie en 1939, Brasse refuse de se déclarer Allemand et de signer la Volksliste (en). Il travaille pendant un certain temps dans un laboratoire de photos à Krynica-Zdrój, puis tente de traverser la frontière avec la Hongrie d'où il veut rejoindre l'armée polonaise en reconstitution en France.
Arrêté et livré aux forces allemandes, Brasse, âgé alors de 22 ans, est déporté au camp de concentration d'Auschwitz le 31 août 1940, dans un transport de 460 prisonniers politiques polonais. Pendant le transport vers le camp, les Allemands lui proposent de nouveau de signer la Volkslist et Brasse refuse à nouveau. Il reçoit le numéro 3444. En janvier 1941, sur l'ordre du commandant du camp Rudolf Höss, une cellule d'identification de prisonniers, la Erkennungsdienst, est créée. Elle est dirigée par Bernhard Walter (de), son adjoint est Ernst Hoffmann. En raison de ses compétences professionnelles et de sa connaissance de la langue allemande, Brasse y est affecté dès février 1941 avec sept autres détenus. Leur travail consiste surtout à prendre en photo les nouveaux prisonniers, sauf ceux qui sont envoyés directement aux chambres à gaz. Ils doivent faire de chaque victime une série de trois images : une de face, une du profil droit et une de trois quarts face gauche la tête levée avec coiffure (voir la série des trois photos officielles). Brasse est le seul photographe professionnel de l'unité. Il doit aussi tirer le portrait des SS et documenter les expériences pseudo-médicales de Josef Mengele, Carl Clauberg, Maximilian Samuel et d'Eduard Wirths.

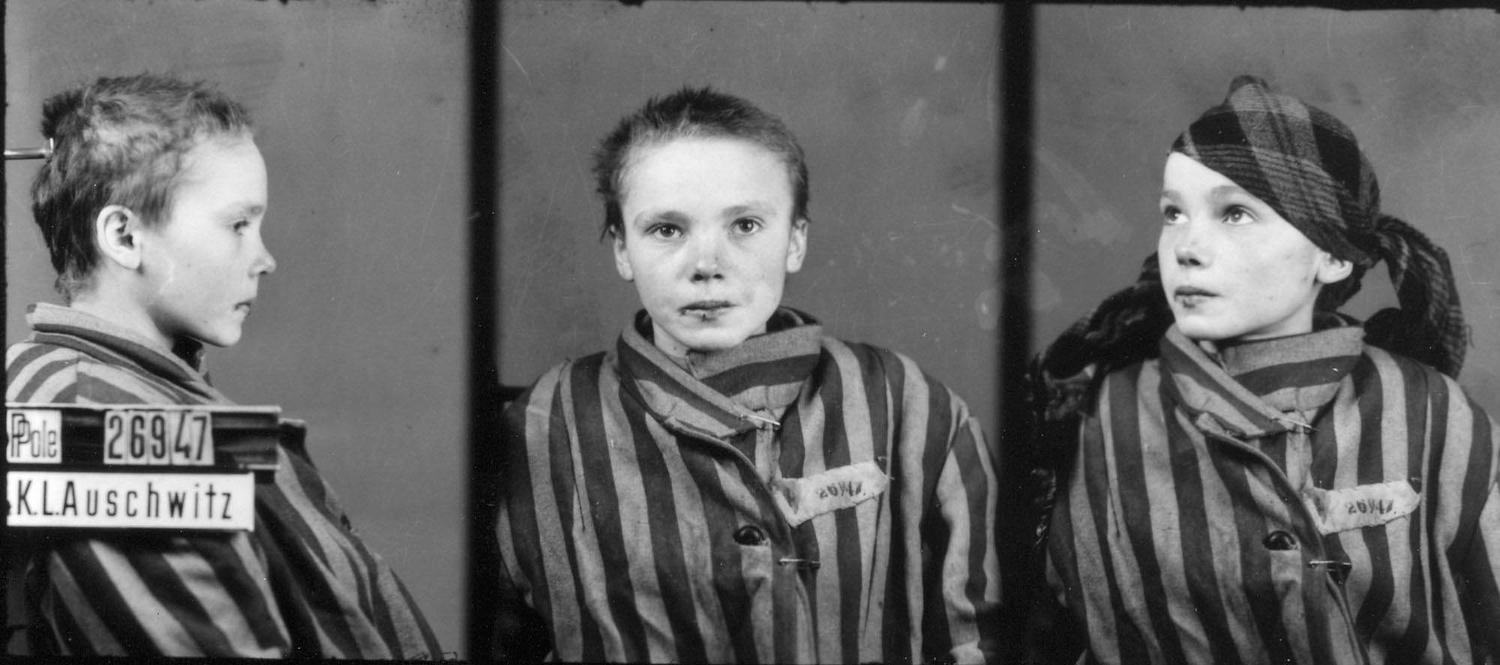
Photo prise par Wilhelm Brasse de la jeune Polonaise Czesława Kwoka, 14 ans, lors de son arrivée à Auschwitz le 13 décembre 1942. Elle a été assassinée le 12 mars 1943.

À partir de juillet 1943, l’Office Central de la Sécurité du Reich renonce à photographier les détenus à cause de la pénurie de matériel photographique et préfère leur tatouer des chiffres sur l’avant-bras. Seuls les prisonniers allemands sont photographiés jusqu’en 1945.
Au cours de son emprisonnement, Brasse a réussi à produire des faux documents pour aider quelques détenus à s'échapper et à fournir des informations au mouvement de résistance polonais Armia Krajowa.
À l'approche de l'Armée rouge, le 17 janvier 1945, il reçoit l'ordre de brûler tout le matériel photographique, ce qu'il n'a pas fait. Ingénieux, Wilhelm Brasse et son codétenu Bronisław Jureczek jettent les photos et négatifs dans le four, mais ils en jettent trop, bloquant ainsi exprès la sortie de fumée, ce qui a permis de sauver environ 40 000 photographies d'identification. Elles ont ensuite servi de preuves dans les procès des nazis.
Quatre jours plus tard, il est évacué à pied avec 60 000 détenus encore capables de marcher vers le camp de Mauthausen en Autriche et plus tard au sous-camp de Melk et d'Ebensee, où il est libéré le 6 mai 1945 par les forces armées américaines.
Après sa libération, Brasse retourne à Żywiec, il s'y marie et a deux filles. Après avoir photographié environ 50 000 prisonniers, il ne touche plus à l'appareil photo après la guerre. Il crée une entreprise de fabrication de boyaux à saucisses et mène une vie modestement prospère.
Traumatisé, Wilhelm Brasse s’efforce pendant des années d’oublier son passé concentrationnaire et ses documents photographiques. Ce n’est qu'en 2004, qu’il accepte de se prêter à des interviews et de commenter les circonstances dans lesquelles il a réalisé les clichés.
En 2005, Ireneusz Dobrowolski réalise le documentaire Le Portraitiste (en). Anna Dobrowolska, la productrice du film et en privé la femme du réalisateur, a publié le témoignage de Wilhelm Brasse dans le livre "Le photographe d'Auschwitz".
Le musée du camp d’Auschwitz garde quelque 39 000 photos dont il est l'auteur.